# Паисиево
Паисиево е село в Североизточна България. То се намира в община Дулово, област Силистра.

## География
Село Паисиево се намира на 64,3 км от град Силистра, на 23,3 км от град Дулово, на 19,9 км от град Главиница и на 15,1 км от град Исперих. 
Селото се намира на 384 км от столицата София и на 160 км от град Букурещ. 
Селото се намира на територията на историко-географските области Южна Добруджа и Лудогорието.
Климатът е умереноконтинентален с много студена зима и горещо лято. Районът е широко отворен на север и на североизток. През зимните месеци духат силни, студени североизточни ветрове, които предизвикват снегонавявания. През лятото често явление е появата на силни сухи ветрове, които пораждат ерозия на почвата. Почвите са плодородни – черноземи. Отглежда се главно пшеница, царевица и слънчоглед.
Населението на село Паисиево е около 900 души, общата площ е 17 545 km², надморската височина варира от 215 до 235 м.
През селото преминава главният път Главиница-Дулово.

## История
През Османския период, след Освобождението и през периода на румънско господство над Добруджа селото се нарича Доджалар (Докчелар). От 1913 до 1940 година селото попада в границите на Румъния, която тогава окупира Южна Добруджа. По силата на Крайовската спогодба село Доджалар е върнато на България през 1940 г.
Турско основно училище „Назъм Хикмет“ работи в селото с ученици от 1930 до 1960 г. Народно основно училище „Христо Ботев“ в обособеното Суванлък ени махле (Малко Паисиево) действа от 1940 до 1969 г. Народно читалище „Христо Ботев“ е създадено в селото през 1941 г. Със заповед МЗ № 2191/обн. 27 юни 1942 г. Доджалар се преименува на Паисиево.
След 1944 г. Паисиево е общинско управление и седалище на Селски общински народен съвет (СОНС) със съставни села Боил, Вълкан, Долец,Зарица, Звенимир, Зебил, Листец, Орешене и Таркан. ТКЗС „9-ти септември“ – с. Паисиево е учредено през 1950 г., а ОТКЗС „9-ти септември“ работи в селото от 1958 до 1974 г. Местната потребителна кооперация „Напредък“ развива дейност от 1948 до 1977 г.
С указ № 317/обн. 13 декември 1955 г. се заличава село Малко Паисиево, като то се присъединява като квартал на село Паисиево. През 1956 г. от СОНС-Паисиево се отделя село Звенимир, а от 1967 г. – селата Зарица и Таркан. Местното туристическо дружество „Н. Й. Вапцаров“ в Паисиево провежда дейност в периода 1960 – 1973 г.
От 1979 г. Паисиево е кметство към Селищна система Окорш, а от 1987 г. – към Община Дулово.

## Религии и етнически състав
Населението на Паисиево е съставено предимно от етнически турци, изповядващи религията ислям.

## Личности
- Иван Стоянов (историк) – преподавател, работил в селото през 1971 – 1974 г.
- Хюсеин Хамди – историк, кмет на община Главиница, роден в селото.
- Несрин Йозьорен – молекулярен биолог, професор в Босфорския университет, Истанбул, родена в селото.[3]